# The People in the Picture
The People in the Picture és un musical amb llibret i lletra d'Iris Rainer Dart i música de Mike Stoller i Artie Butler. El musical tracta d'una àvia que recorda la seva vida al teatre Yiddish i l'Holocaust.

## Producció
The People in the Picture es va estrenar a Broadway a Studio 54 en una producció de la Roundabout Theatre Company el 28 d'abril de 2011 després de prèvies a partir de l'1 d'abril de 2011. Aquest compromís limitat es va tancar com estava previst el 19 de juny de 2011. El musical va ser dirigit per Leonard Foglia, amb posada en escena d'Andy Blankenbuehler, direcció musical de Paul Gemignani, escenografia de Riccardo Hernandez, vestuari d'Ann Hould-Ward, orquestracions de Michael Starobin i Doug Besterman, il·luminació de James F. Ingalls i projeccions d'Elaine J. McCarthy. El repartiment destacava Donna Murphy (Bubbie/Raisel), Alexander Gemignani (Moishe Rosenwald), Christopher Innvar (Chaim Bradovsky), Nicole Parker (Red), Rachel Resheff (Jenny), Hal Robinson (Doovie Feldman/Rabbi Velvel), Lewis J. Stadlen (Avram Krinsky), Joyce Van Patten (Chayesel Fisher) i Chip Zien (Yossie Pinsker).

## Recepció crítica
Ben Brantley, fent la crítica per The New York Times, va escriure que el musical «té tots els elements d'un bulldozer emocional al pilot automàtic: un grup de teatre jueu desafortunat que treballa desafiant a l'ombra del nazisme; les mares i les filles anhelen estimar, però bloquejades en conflicte; un secret de família, enterrat a les runes de la Polònia de la postguerra, que s'ha de revelar si algun dels nostres personatges principals es troba (no, no m'aturi, si us plau, no em deixeu dir aquesta paraula)» El crític del New York Post va escriure: «... no és només la música sigui mediocre: el llibre està ple de forats i tira de fons sense guanyar-se.»
El crític de Bloomberg va escriure: «"Amb Donna Murphy, els creadors tenen una estrella brillant, que pot interpretar una àvia tendra i punyent i evocar a Lombard, aquesta irresistible barreja de picades d'ullet i minx ... La producció hiperactiva de Leonard Foglia és preciosa, amb l'escenògraf Riccardo Hernandez prenent el títol com a valor nominal. i que ofereixen gran quantitat de marcs daurats per emmarcar l'acció. La il·luminació de James F. Ingalls evoca una brillantor del Vell Món a Varsòvia, una llum més acerosa a Manhattan i els vestits d'An Hould-Ward també ens situen en aquelles ciutats amb una subtil especificitat. No hi ha millor tradició. Els destacats inclouen Alexander Gemignani, Chip Zien i Lewis J. Stadlen com a trobadors, Parker com a mare i una jove encantadora, Rachel Resheff, com Jenny.»
Els crítics de TheatreMania van dir que l'espectacle «ens demana que ens fixem en el patiment i la pèrdua derivats d'aquesta tragèdia, i ens mou profundament en el procés ... El triomf de The People in the Picture és que l'espectacle insisteix en ... i guanya: estatura heroica per a petits gestos de la humanitat.»
Mark Kennedy, d'Associated Press, va escriure: «Dart, el dramaturg, obté un gran crèdit per concebre una forma bonica de parlar d'una generació amb els seus descendents i ha captat emocionant una lliçó d'història poc convencional en un musical». El crític de Talkin' Broadway's el va anomenar «una mirada increïblement potent a la història que creem i destruïm, i a les vides que es veuen destrossades o enfortides en els nostres vetllats ... un antídot incessant a la infinitat de musicals recents d'aquesta temporada i d'altres., això et llença tot a excepció de l'honestedat.»

## Números musicals
| Acte 1 - Bread i Theatre ≠ – Bubbie/Raisel, El Grup de Varsòvia i Companyia - Matryoshka ≠ – Jenny i Bubbie - Matryoshka Reprise ≠ – Red - Shtetl Circuit – Pinsker i Krinsky - Before We Lose the Light/The Dybbuk ≠ – Bubbie/Raisel, El Grup de Varsòvia i Companyia - Remember Who You Are ≈ – Yossie Pinsker i Avram Krinsky - Hollywood Girls ≠ – Chaim Bradovsky, Bubbie/Raisel i Companyia - Remember Who You Are (Reprise) – Avram Krinsky, Yossie Pinsker, Bubbie/Raisel, Moishe Rosenwald, Chaim Bradovsky i Chayesel Fisher - And God Laughs ≠ – Moishe Rosenwald, Bubbie/Raisel i Rabbi Velvel - Oyfen Pripitchik § – Bubbie/Raisel i Dobrisch - Red's Dilemma ≠ – Red - For This ≠ – Red, Jenny, i Bubbie - Oyfen Pripitchik (Reprise) – Jenny, Avram Krinsky, i Companyia | Acte 2 - We Were Here ≈ – Bubbie/Raisel, Moishe Rosenwald, Chayesel Fisher, Avram Krinsky i Companyia - Now i Then ≠ – Red - Ich, Uch, Feh ≈ – Bubbie/Raisel i Companyia - Selective Memory ≠ – Bubbie/Raisel - Saying Goodbye ≈ – Bubbie/Raisel, Dobrisch, Red i Young Red - Child of My Child ≠ – Bubbie - Remember Who You Are (Reprise) ≈ – Bubbie - Bread i Theatre (Reprise) ≠ – Bubbie/Raisel i El Grup de Varsòvia - We Were Here (Reprise) ≈ – Bubbie/Raisel i El Grup de Varsòvia |

Nota: Lletres d'Iris Rainer Dart llevat de com s'indica; ≠ música de Mike Stoller; ≈ música d'Artie Butler; § música I lletres de Mark Warshavsky.

## Premis i nominacions

### Original Broadway production
| Any  | Premi                      | Categoria                             | Nominat                     | Resultat | Referència |
| ---- | -------------------------- | ------------------------------------- | --------------------------- | -------- | ---------- |
| 2011 | Premis Tony                | Millor Actriu Protagonista de Musical | Donna Murphy                | Nominat  | [ 9 ]      |
| 2011 | Premi Drama Desk           | Llibret de musical més destacat       | Iris Rainer Dart            | Nominat  | [ 10 ]     |
| 2011 | Premi Drama Desk           | Actriu més destacada en un musical    | Donna Murphy                | Nominat  | [ 10 ]     |
| 2011 | Premi Drama Desk           | Música més destacada                  | Mike Stoller i Artie Butler | Nominat  | [ 10 ]     |
| 2011 | Premi Outer Critics Circle | Actriu més destacada en un musical    | Donna Murphy                | Nominat  | [ 11 ]     |